# Oliveira de Frades (freguesia)
A Freguesia de Oliveira de Frades é uma antiga freguesia portuguesa do Município de Oliveira de Frades, a qual tinha 11,77 km² de área e 2 882 habitantes (2011), e, por isso, uma densidade populacional de 244,9 hab./km².
Foi extinta (agregada) pela reorganização administrativa de 2012/2013, tendo o seu território sido integrado na então criada União das Freguesias de Oliveira de Frades, Souto de Lafões e Sejães.

## População
| População da freguesia de Oliveira de Frades | População da freguesia de Oliveira de Frades | População da freguesia de Oliveira de Frades | População da freguesia de Oliveira de Frades | População da freguesia de Oliveira de Frades | População da freguesia de Oliveira de Frades | População da freguesia de Oliveira de Frades | População da freguesia de Oliveira de Frades | População da freguesia de Oliveira de Frades | População da freguesia de Oliveira de Frades | População da freguesia de Oliveira de Frades | População da freguesia de Oliveira de Frades | População da freguesia de Oliveira de Frades | População da freguesia de Oliveira de Frades | População da freguesia de Oliveira de Frades |
| -------------------------------------------- | -------------------------------------------- | -------------------------------------------- | -------------------------------------------- | -------------------------------------------- | -------------------------------------------- | -------------------------------------------- | -------------------------------------------- | -------------------------------------------- | -------------------------------------------- | -------------------------------------------- | -------------------------------------------- | -------------------------------------------- | -------------------------------------------- | -------------------------------------------- |
| 1864                                         | 1878                                         | 1890                                         | 1900                                         | 1911                                         | 1920                                         | 1930                                         | 1940                                         | 1950                                         | 1960                                         | 1970                                         | 1981                                         | 1991                                         | 2001                                         | 2011                                         |
| 813                                          | 908                                          | 832                                          | 912                                          | 1 060                                        | 1 136                                        | 1 281                                        | 1 360                                        | 1 447                                        | 1 513                                        | 1 433                                        | 1 540                                        | 2 040                                        | 2 410                                        | 2 882                                        |

| Distribuição da População por Grupos Etários | Distribuição da População por Grupos Etários | Distribuição da População por Grupos Etários | Distribuição da População por Grupos Etários | Distribuição da População por Grupos Etários | Distribuição da População por Grupos Etários | Distribuição da População por Grupos Etários | Distribuição da População por Grupos Etários | Distribuição da População por Grupos Etários | Distribuição da População por Grupos Etários |
| -------------------------------------------- | -------------------------------------------- | -------------------------------------------- | -------------------------------------------- | -------------------------------------------- | -------------------------------------------- | -------------------------------------------- | -------------------------------------------- | -------------------------------------------- | -------------------------------------------- |
| Ano                                          | 0-14 Anos                                    | 15-24 Anos                                   | 25-64 Anos                                   | > 65 Anos                                    |                                              | 0-14 Anos                                    | 15-24 Anos                                   | 25-64 Anos                                   | > 65 Anos                                    |
| 2001                                         | 445                                          | 374                                          | 1 247                                        | 344                                          |                                              | 18,5%                                        | 15,5%                                        | 51,7%                                        | 14,3%                                        |
| 2011                                         | 526                                          | 331                                          | 1 598                                        | 427                                          |                                              | 18,3%                                        | 11,5%                                        | 55,4%                                        | 14,8%                                        |

Média do País no censo de 2001:  0/14 Anos-16,0%; 15/24 Anos-14,3%; 25/64 Anos-53,4%; 65 e mais Anos-16,4%
Média do País no censo de 2011:   0/14 Anos-14,9%; 15/24 Anos-10,9%; 25/64 Anos-55,2%; 65 e mais Anos-19,0%

## Património
- Pelourinho de Oliveira de Frades
- Capelas de Nossa Senhora dos Milagres, de Nossa Senhora da Saúde e de São Miguel
- Casa dos Malafaias
- Solar de Oliveira de Frades
- Fonte da Praça Luís Bandeira
- Jardim Sá Carneiro
- Marcos delimitativos dos coutos de Ulveira
- Quintas de Torneiros, do Cabeço, de Santo António e de Aveiró
- Lugares de Calvário, da Boavista, de Outeiro, de Olheirão, de Pendão, de Cabeço e de Cadouço